# Gerd Hornberger
Gerd Hornberger (Waldfischbach-Burgalben, 17 febbraio 1910 – Waldfischbach-Burgalben, 13 settembre 1988) è stato un velocista tedesco.

## Palmarès

### Olimpiadi
- Bronzo a Berlino 1936 nella staffetta 4×100 metri.